# L'ultimo giorno rubato
L'ultimo giorno rubato è un singolo del cantautore italiano Antonello Venditti  pubblicato il 6 novembre 2015 , traccia n. 8 dell'album Tortuga.